# Мундзук
Мундзук (Мунчу или Монджак, у Приска Панийского — Μουνδίουχος, венг. Bendegúz; 390—434) — один из представителей семьи правителей гуннов.

## Биография
В своëм труде «Гетика» Иордан писал: 
...этот Аттила был сыном Мундзукуса, чьи братья были Октар и Руас, которые, вероятно, правили до Аттилы, хоть и не совсем тем[и] же [территориями], что и он... 

Мундзук упоминается в трудах Приска Панийского, Иордана, Кассиодора и Феофана Исповедника. Согласно этим источникам, он был сыном Улдина, братом Ругилы и отцом Аттилы и Бледы. В венгерских легендах Мундзук носит имя Бендегуз (венг. Bendegúz) и является сыном (либо потомком) Нимрода.

## Имя
Имя правителя в различных упоминаниях трактуется по-разному. У Иордана он зафиксирован как «Мундзукус»,  у Кассиодора — как «Мундиукус». На основе того, что у Приска Панийского он записан как Μουνδίουχος (Мундиухос или Мундиох) Карл Мюлленгоф сравнивал это имя с именами правителей, таких как Гундиох и Меровех, и предполагал, что эти имена могут быть связаны.